# 상해한국학교
상해한국학교(중국어 간체자: 上海韩国学校, 정체자: 上海韓國學校)는 중화인민공화국 상하이시 민항 구에 있는 한국학교이다. 상하이에 체류중인 한국인들을 위해 설립되었으며, 현재 초등학교부터 고등학교까지의 과정을 운영하고 있다.

## 연혁
- 1999년 9월 1일 : 개교

## 같이 보기
- 북경한국국제학교